# Mike Belkin
Pour les articles homonymes, voir Belkin (homonymie).
Michael Belkin, né le 29 juin 1945 à Montréal, est un joueur de tennis canadien.

## Carrière
Né au Québec, Mike Belkin s'installe à Miami à l'âge de 13 ans où il est entraîné par son père. Particulièrement performant dans les catégories jeunes, il s'impose à l'Orange Bowl chez les moins de 16 ans en 1960 et les moins de 18 ans l'année suivante. Il intègre ensuite l'université de Miami avec laquelle il atteint la finale du championnat universitaire NCAA en 1965 où il est défait par Arthur Ashe. Trois fois champion du Canada, il occupe la tête du classement national à cinq reprises entre 1966 et 1972. En raison d'une opération au genou droit, sa carrière internationale restera toutefois plus modeste.
Il a effectué la quasi intégralité de sa carrière sur le circuit amateur nord-américain. Il joue une première fois en Angleterre en 1964, année où il bat Cliff Drysdale lors du tournoi de Wimbledon, puis dispute une tournée européenne en 1966 et parvient notamment en finale à Aix-en-Provence. Quart de finaliste de l'Open d'Australie 1968, il réalise de bons résultats en 1969 avec trois demi-finales sur les tournois de Washington, Cincinnati et Toronto. Brièvement professionnel au début des années 1970, il remporte le tournoi Open de St. Petersburg en 1971.
Au sein de l'équipe du Canada de Coupe Davis qu'il représente à douze reprises de 1966 à 1973, il compte des victoires sur des joueurs tels que Mike Sangster, Toomas Leius, Onny Parun, Thomaz Koch et Raúl Ramírez. Il présente le meilleur ratio de victoires en simple de l'histoire de l'équipe avec 14 victoires pour 7 défaites.

## Palmarès (partiel)

### Titres en simple
- 1965 : Détroit
- 1967 : Détroit, Indianapolis
- 1968 : St. Petersburg
- 1971 : St. Petersburg

### Finales en simple
- 1965 : St. Petersburg
- 1966 : Fort Lauderdale, Aix-en-Provence, Bristol, Détroit
- 1967 : Palerme
- 1969 : Jacksonville
- 1970 : Orlando
- 1971 : Orlando
- 1972 : Orlando

## Parcours dans les tournois duGrand Chelem

### En simple
| Année | Open d'Australie | Open d'Australie | Internationaux de France | Internationaux de France | Wimbledon      | Wimbledon      | US Open         | US Open        |
| ----- | ---------------- | ---------------- | ------------------------ | ------------------------ | -------------- | -------------- | --------------- | -------------- |
| 1961  | —                | —                | —                        | —                        | —              | —              | 1er tour (1/64) | Roger Taylor   |
| 1962  | —                | —                | —                        | —                        | —              | —              | 1er tour (1/64) | James Farrin   |
| 1963  | —                | —                | —                        | —                        | —              | —              | 1er tour (1/64) | Norm Perry     |
| 1964  | —                | —                | —                        | —                        | 3e tour (1/16) | Bob Hewitt     | 2e tour (1/32)  | Cliff Richey   |
| 1965  | —                | —                | —                        | —                        | —              | —              | —               | —              |
| 1966  | —                | —                | 1er tour (1/64)          | Pancho Guzmán            | 2e tour (1/32) | Manuel Santana | —               | —              |
| 1967  | —                | —                | —                        | —                        | —              | —              | —               | —              |
| 1968  | 1/4 de finale    | Bill Bowrey      | —                        | —                        | —              | —              | —               | —              |
| 1969  | —                | —                | 1er tour (1/64)          | Georges Goven            | —              | —              | 2e tour (1/32)  | Marty Riessen  |
| 1970  | —                | —                | —                        | —                        | —              | —              | 1er tour (1/64) | Pierre Barthès |
| 1971  | —                | —                | —                        | —                        | —              | —              | —               | —              |
| 1972  | —                | —                | —                        | —                        | —              | —              | 1er tour (1/64) | Cliff Drysdale |

N.B. : à droite du résultat se trouve le nom de l'ultime adversaire.